# Raywick (Kentucky)
Raywick es una ciudad ubicada en el condado de Marion en el estado estadounidense de Kentucky. En el Censo de 2010 tenía una población de 134 habitantes y una densidad poblacional de 56,48 personas por km².

## Geografía
Raywick se encuentra ubicada en las coordenadas 37°33′44″N 85°26′10″O / 37.56222, -85.43611. Según la Oficina del Censo de los Estados Unidos, Raywick tiene una superficie total de 2.37 km², de la cual 2.32 km² corresponden a tierra firme y (2.18%) 0.05 km² es agua.

## Demografía
Según el censo de 2010, había 134 personas residiendo en Raywick. La densidad de población era de 56,48 hab./km². De los 134 habitantes, Raywick estaba compuesto por el 100% blancos, el 0% eran afroamericanos, el 0% eran amerindios, el 0% eran asiáticos, el 0% eran isleños del Pacífico, el 0% eran de otras razas y el 0% pertenecían a dos o más razas. Del total de la población el 0% eran hispanos o latinos de cualquier raza.